# 1988 v letectví

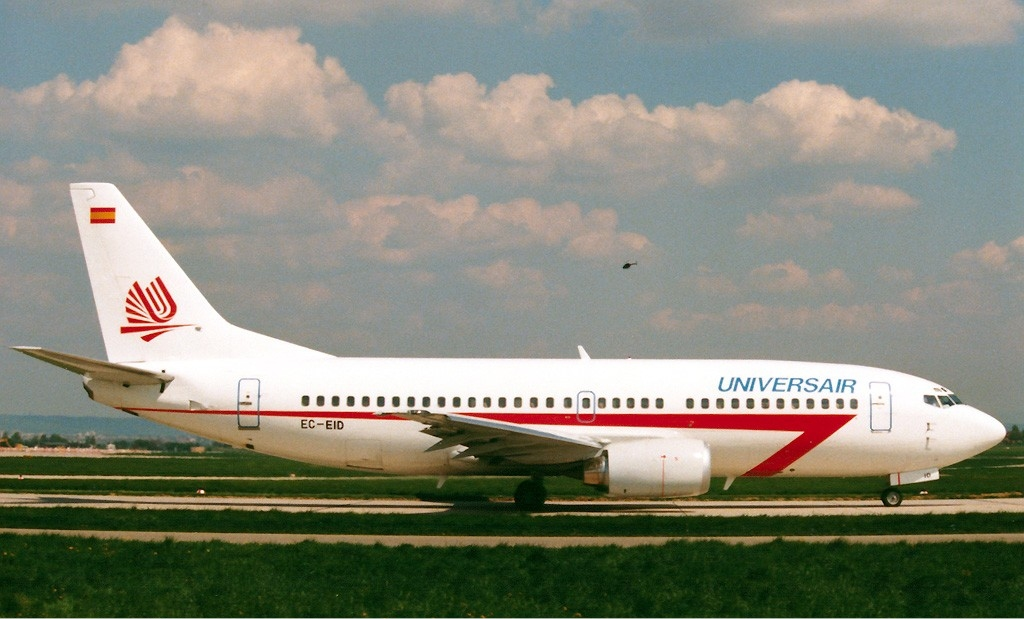
Boeing 737-300. Vyráběn v letech 1984-1999.

Tento člVánek obsahuje seznam událostí souvisejících s letectvím, které proběhly roku 1988.

## Události

### Duben
- 23. dubna – S lidskou silou poháněným letadlem MIT Daedalus byl uskutečněn 115,11 kilometrů dlouhý přelet z Heraklionu na Krétě na ostrov Santorini.

### Červen
- 26. června – Airbus A320 společnosti Air France při nízkém průletu nad letištěm na letecké přehlídce v Mulhouse-Habsheimu havaruje, tři pasažéři umírají.

### Červenec
- 3. července – USS Vincennes si údajně spletl dopravní letoun Airbus A300 společnosti Iran Air (let číslo 655) s nepřátelským vojenským letounem a sestřeluje jej. Na palubě Airbusu umírá 290 lidí.

### Srpen
- 28. srpna – při srážce letounů akrobatické skupiny Frecce Tricolori na leteckém dni na letecké základně Ramstein umírají nejen 3 piloti, ale i 72 diváků a dalších 346 je vážně zraněno

### Říjen
- 23. října – v závodě o Pohár Gordona Bennetta zvítězili Rakušané Josef Starkbaum a Gert Scholz (oba počtvrté v řadě)

### Listopad
- 10. listopadu – USAF veřejně představuje „neviditelné“ letouny F-117 Nighthawk

### Prosinec
- 21. prosince – Let Pan Am 103, Boeing 747 letící z Londýna do New Yorku, exploduje nad skotským Lockerbie. Při výbuchu bomby nastražené libyjskými teroristy umírá 258 lidí.

## První lety
- Conair Turbo Firecat

### Duben
- 21. dubna – Boeing 747-400

### Červen
- 14. června – Schweizer 330
- 28. června – Suchoj Su-35

### Červenec
- 12. července – Scaled Composites/Beechcraft Model 143 Triumph
- 14. července – Socata TBM700

### Září
- 28. září – Iljušin Il-96

### Říjen
- 15. října – Eurocopter EC 135
- 27. října – ATR 72

### Prosinec
- 9. prosince – JAS 39 Gripen
- 21. prosince – Antonov An-225, CCCP-82060 (jediný vyrobený kus)